# Gerokreuz

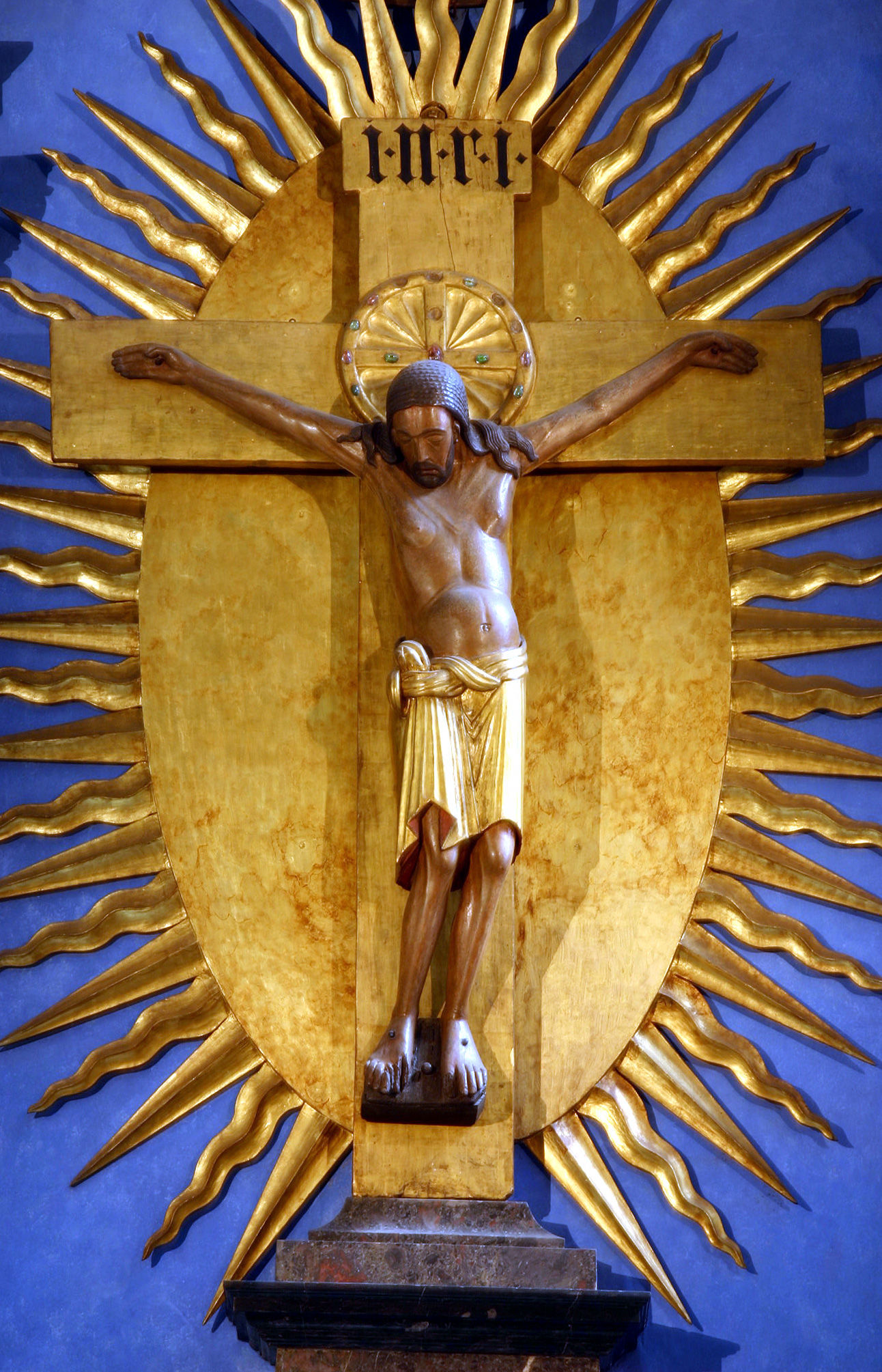
Gerokreuz im Kölner Dom. Der Strahlenkranz wurde erst 1683 gefertigt

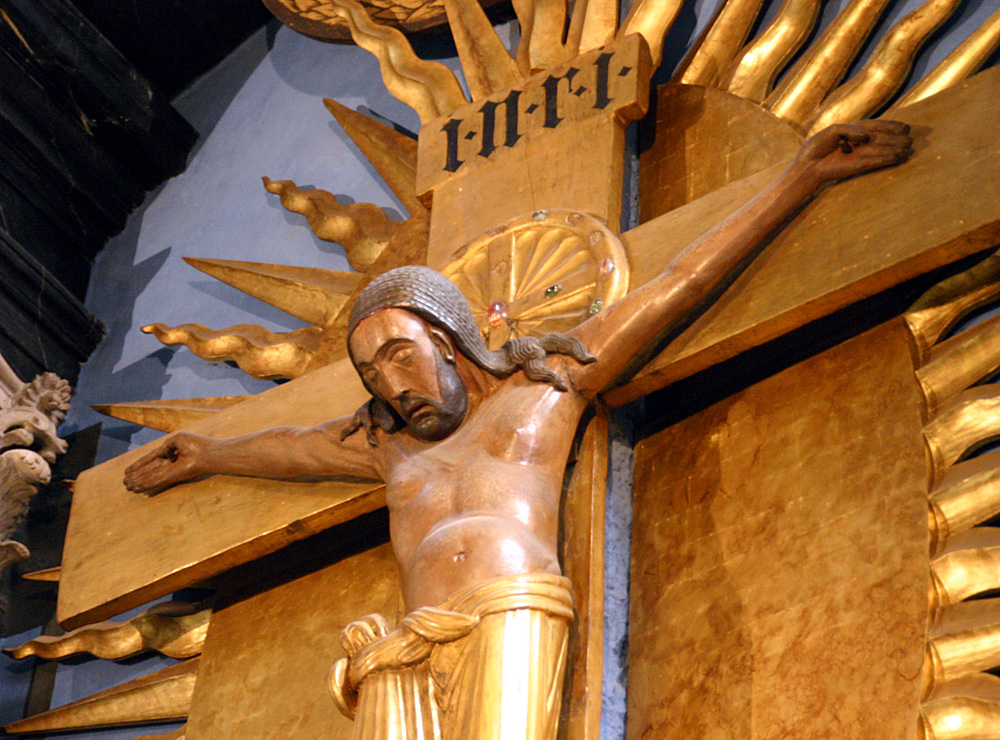
Detailaufnahme

Das Gerokreuz (auch Gerokruzifix) im Kölner Dom ist eines der ältesten erhaltenen Großkruzifixe im Europa nördlich der Alpen. Das 2,88 m hohe Kreuz aus Eichenholz stammt aus der ottonischen Zeit zum Ende des 10. Jahrhunderts und gilt als eine der ersten Monumentalskulpturen des Mittelalters. In der Geschichte der abendländischen Ikonografie steht es als Beispiel für die Wende in der Darstellung des christlichen Erlösers, der – zuvor meist heldenhaft und siegreich in aufrechter Position dargestellt – erstmals leidend und menschlich gezeigt wird. Die Skulptur gilt deshalb als ein Vorbild für viele folgende Christusdarstellungen des Mittelalters.

## Geschichte

### Entstehung
Mutmaßlicher Auftraggeber des Gerokreuzes war der Kölner Erzbischof Gero. Er reiste 971 im Auftrag Kaiser Ottos I. nach Konstantinopel, um eine Tochter des oströmischen Kaisers als Braut für den Kaisersohn Otto, den späteren Kaiser Otto II., zu vermitteln. Nach längeren Verhandlungen brachte er als Braut schließlich die zwölfjährige Kaisernichte Theophanu mit ins Heilige Römische Reich. Sie hatte zahlreiche Künstler und Handwerker in ihrem Gefolge, die zum wachsenden Einfluss byzantinischer Kunst im Reich beitrugen – wobei auch Gero selbst während seines längeren Aufenthalts in Konstantinopel die dortige Kunst gut kennengelernt und seinen Einfluss auf die Gestaltung des Kreuzes geltend gemacht haben könnte.
Das Kreuz wurde in der zweiten Hälfte des 10. Jahrhunderts von einem unbekannten Künstler angefertigt. Sicher ist aufgrund der Holzherkunft, dass es in Köln oder Umgebung hergestellt wurde. Das Kreuz wurde im Alten Dom (auch Hildebold-Dom), der Vorläuferkirche des heutigen Kölner Doms, in der Mitte des Langhauses am Sarkophag seines Stifters Gero aufgestellt.

Der Chronist Thietmar von Merseburg berichtete in seiner Chronik zu Beginn des 11. Jahrhunderts von dem Kreuz und einem damit zusammenhängenden Wunder des Gero, der einen Riss im Kopf der Skulptur durch Einlegen einer geweihten Hostie und eines Reliquiensplitters sowie inbrünstiges Beten zum Verschwinden gebracht haben soll: 

„Den hölzernen Crucifixus, der jetzt mitten in der Kirche über seinem Grabe steht, ließ er [Gero] kunstfertig herstellen. Als er jedoch einen Riß in seinem Haupte bemerkte, heilte er ihn ohne eigenen Eingriff durch des höchsten Künstlers so viel heilbringendere Hilfe. Einen Teil vom Leibe des Herrn, unseres einzigen Trostes in allen Nöten, vereinigte er mit einem Teile des heilbringenden Kreuzes, legte ihn in den Spalt, warf sich nieder und rief den Namen des Herrn flehentlich an; als er sich wieder erhob, hatte er durch sein demütiges Lobpreisen die Heilung erwirkt.“

### Spätere Erwähnungen und Ereignisse

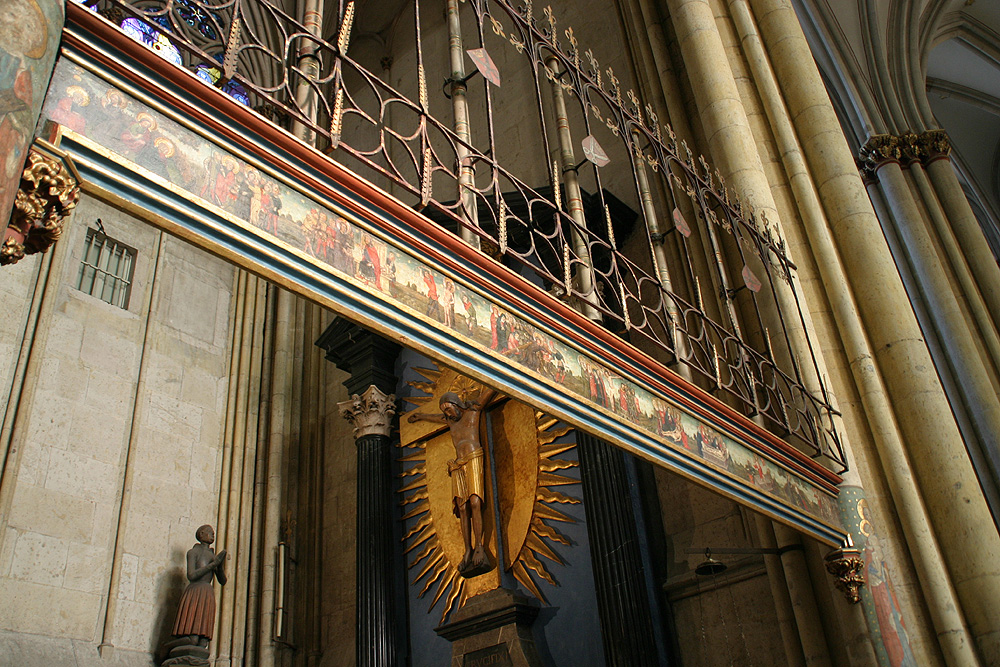
Schneiderbalken vor der Kreuzkapelle, um 1351

Nachdem im August 1248 der Grundstein für den neuen, gotischen Dom gelegt worden war, brannte der alte karolingische Dom bei den Abbrucharbeiten vollständig ab. Das Gerokreuz überstand den Brand und wurde seit 1270 im Kapellenkranz des neuen Kirchengebäudes, vermutlich über dem Altar der Stephanuskapelle, aufgestellt, wo sich noch heute der Sarkophag des Gero befindet.
Spätestens 1351 wurde das Kreuz an die Ostwand der Kreuzkapelle versetzt, wo es bis in die Gegenwart hängt. Dies ist durch eine Stiftungsurkunde belegt, in der die von der Schneiderzunft gegründete Heiligkreuzbruderschaft dem Dom einen Kerzenbalken („Schneiderbalken“) stiftete, der noch heute vor der Kreuzkapelle hängt; dabei ist die Rede von ante introitum chori versus altare s. crucis, einige Jahrzehnte später heißt es zu diesem Ereignis:

„Wilche broiderschaft haint sij gemacht ind gestift in die ere des almeichtigen goitz und des heiligen cruizes, bewilligt auch, dat sieh einen balken mit vunf kerzen bij des heiligen cruz altair setzden. […] vur dem heiligen sacrament, dat da steit in dene houfde des heiligen crutz in deme Dome…“

In der Vita der Irmgard von Süchteln aus dem 14. Jahrhundert wird das Gerokreuz ebenfalls erwähnt; die Legende berichtet, dass während ihrer dritten Pilgerfahrt nach Rom ein Kreuz in einer dortigen Kirche zu ihr gesprochen und „Grüße“ an das Gerokreuz in Köln ausgerichtet habe. Auch hier ist von dem Kreuz …in ecclesia S. Petri prope sacristiam bzw. später in einer Übersetzung von …in St. Peterskirchen zu Collen vur der gherkammere, also von einem Standort vor der Sakristei die Rede; der Eingang zur Sakristei befindet sich an der Nordwand der Kreuzkapelle.

Der das Kreuz umgebende, nach römischem Vorbild gestaltete Barockaltar und der goldene Strahlenkranz (Mandorla) mit wechselnd geformten Strahlen wurden 1683 von dem Domherrn Heinrich Friedrich von Mering gestiftet, der für die Ausgestaltung des Domchores zuständig war. Der Altar erhielt eine lateinische Inschrift: 

„Der menschlichen Natur unseres gekreuzigten Herrn Jesus Christus. Unser Verstand, den der Geist der Wahrheit erleuchtet, möge mit reinem und freiem Herzen empfangen den über Himmel und Erde strahlenden Ruhm des Kreuzes (Papst Leo). Der Du für uns gelitten hast durch Deine heiligen Wunden, den Preis für unser Heil, erbarme Dich unser, Herr, erbarme Dich unser. Sicher und gewiß ist die Erwartung der verheißenen Glückseligkeit, wo Teilhabe ist am Leiden des Herrn (Papst Leo). Heinrich Mering, Senior-Presbyter, Kanoniker und Kapitular, hat (diesen Altar) entworfen und errichtet.“

Zu diesem Zeitpunkt wurde das Kreuz auch erstmals in einer Halterung befestigt, vorher stand es vermutlich frei, mit einigen wenigen Befestigungen, an die Altarwand gelehnt.
Die letzte umfassende Bearbeitung des Kreuzes wurde 1900 von Wilhelm Batzem durchgeführt; unter modernen restauratorischen Gesichtspunkten richtete sie einigen Schaden an.

## Beschreibung und restauratorischer Zustand
Die Beschreibung orientiert sich u. a. an einem Untersuchungsbericht von Christa Schulze-Senger und Bernhard Matthäi aus dem Jahr 1976.

### Korpus
Der Korpus (Crucifixus) ist vom Kopf bis zu den Füßen 1,87 Meter hoch, vom Suppedaneum bis zur Handoberkante genau zwei Meter. Die Spannbreite beträgt 1,66 Meter, und am Kopf erreicht die Skulptur ihre maximale Tiefe von 33 Zentimetern. Sie wurde aus einem Eichenholzstamm hoher Qualität gefertigt; vermutlich wurde das frische Holz grob vorgeformt und später, nach einer Trocknungs- und Lagerphase, in seine endgültige, fein ausgearbeitete Form geschnitzt, um Rissen vorzubeugen.
Die Holzfläche ist sehr sorgfältig geglättet, so dass an der Außenseite fast keine Bearbeitungs- bzw. Werkzeugspuren zu sehen sind. An Finger und Bart wurden offenbar später einige Konturen mit schärferem Werkzeug nachgearbeitet. Die Hautoberfläche enthält mindestens sieben Bemalungsschichten (Inkarnate). Die letzte von 1900 ist fast verschwunden; die unterste – vermutlich originale – Schicht ist am besten erhalten. Die meisten Schäden an den früheren Inkarnaten stammen von der Batzem-Behandlung im Jahr 1900. Insgesamt sind die Farbschichten der Fassung so dünn, dass die Skulptur nicht entstellt wird. Nur beim Lendenschurz dürfte die letzte, sehr dicke Goldschicht in grober Ausführung die ursprüngliche Textur verfälschen.
Der Korpus ist von hinten großvolumig ausgehöhlt und hat deshalb nur ein Gewicht von 36,5 Kilogramm. Möglicherweise war der Hohlraum früher mit einer Leinwand-Leim-Mischung ausgefüllt; er ist nur durch Abnehmen des Korpus vom Kreuz sichtbar und zeigt die groben, aber sauber gearbeiteten Schnitzspuren von einfachem Werkzeug.
Die Arme sind angesetzt und wurden mit Holzdübeln am Körper befestigt.
Die lebensgroße Christusfigur wird mit geschlossenen Augen, hervorgewölbtem Bauch, eingefallener Brust und an Armen und Beinen heraustretenden Sehnen dargestellt. Die Daumen an den von Nägeln durchbohrten Händen hängen herunter. Das dunkel- bis tiefbraune schulterlange Haar der Skulptur ist vorne sehr fein ziseliert und sehr großzügig quer angeordnet. Der Kopf enthält zwar hinten ein Bohrloch und einige Nägel ungeklärten Verwendungszwecks, jedoch nachweislich keinen Riss oder versteckten Hohlraum für Reliquien, wie es in der Literatur bis zu der Untersuchung von 1976 noch als sicher angenommen worden war (Haussherr, Imdahl u. a.).

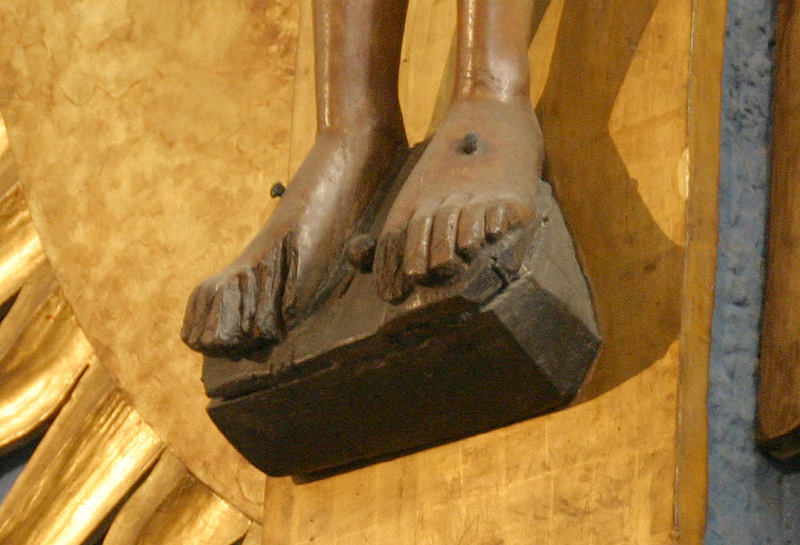
Suppedaneum und Füße der Skulptur, leicht beschädigt

Das Lendentuch ist außen vergoldet und an den Innenseiten rot gestrichen; darunterliegende Schichten wurden hier größtenteils abgewaschen. Es ist möglich, dass es im Original rot war, was im Zusammenspiel mit einem goldbeschlagenen Kreuz eine völlig andere Wirkung erzielt haben dürfte.
Die Füße stehen auf dem Suppedaneum und sind mit je einem Nagel ans Kreuz geschlagen, was typisch für die so genannte Vierpunkt-Phase in der christlichen Ikonographie ist (bei der Dreipunkt-Phase werden mit einem Nagel beide Füße durchschlagen). Am linken Fuß fehlen durch Bruch und/oder Verwitterung zwei Zehen, am rechten Fuß die große Zehe. Die Fersen sind hinten stark verwittert. Ansonsten ist die Skulptur für ihr Alter überdurchschnittlich gut erhalten.

### Kreuz
Die zwei das Kruzifix bildenden Eichenholzbretter sind im Schnitt etwa 40 cm breit und 4,3 bis 4,7 Zentimeter dick. Der Längsbalken misst 2,88 Meter, der Querbalken 1,98 Meter. Das obere Ende geht auf einer Höhe von 20 Zentimetern in den Titulus über, ein 49 Zentimeter breites Feld mit der Inschrift I·N·R·I in schwarzen gotischen Minuskeln. Am unteren Ende des Längsbalkens wurde (vermutlich um 1683) auf drei Zentimetern Höhe ein Schaft ausgeschnitten, um das Kreuz in eine Halterung zu setzen.
Quer- und Längsbalken sind im oberen Drittel des Längsbalkens überblattet; befestigt wurde der Querbalken zunächst mit fünf Holznägeln. Später kamen noch vier Eisennägel und acht – heute fast nicht mehr vorhandene – Metallklammern hinzu. Auf dem Querbalken befinden sich zwei Ringschrauben, die vermutlich der Verhüllung des Kreuzes während der Fastenzeit dienten.
Die Vorderseite des Kreuzes ist bei der letzten größeren Bearbeitung von Wilhelm Batzem im Jahr 1900 vergoldet worden. Zahlreiche kleine Nägel im Kreuz weisen auf eine früher eventuell vorhandene Goldblechbeschlagung hin. Die Rückseite ist braun gestrichen.
An der Schnittstelle von Längs- und Querbalken befindet sich ein vermutlich aus Nussbaumholz geschnitztes, rundes Relief mit einem Durchmesser von 50,5 cm, das den Heiligenschein (Nimbus) des Gekreuzigten darstellt. Das sechs Zentimeter dicke Relief wird von einem gleichschenkligen Kreuz in vier Felder unterteilt, die wiederum mit vier tropfenförmigen Mulden versehen sind. Am äußeren Rand des Reliefs und auf dem Kreuz sind abwechselnd rote und grüne Bergkristalle als Verzierung angebracht; der größte von ihnen befindet sich in der Mitte, er wurde vermutlich aus einem Knauf o. Ä. hergestellt, was zusammen mit der fächerförmigen Gestaltung darauf schließen lässt, dass der Heiligenschein nicht zur Originalausstattung des Kreuzes gehörte. Er stammt vermutlich aus dem 12. Jahrhundert.

## Datierung

### Kunstgeschichtliche Datierung

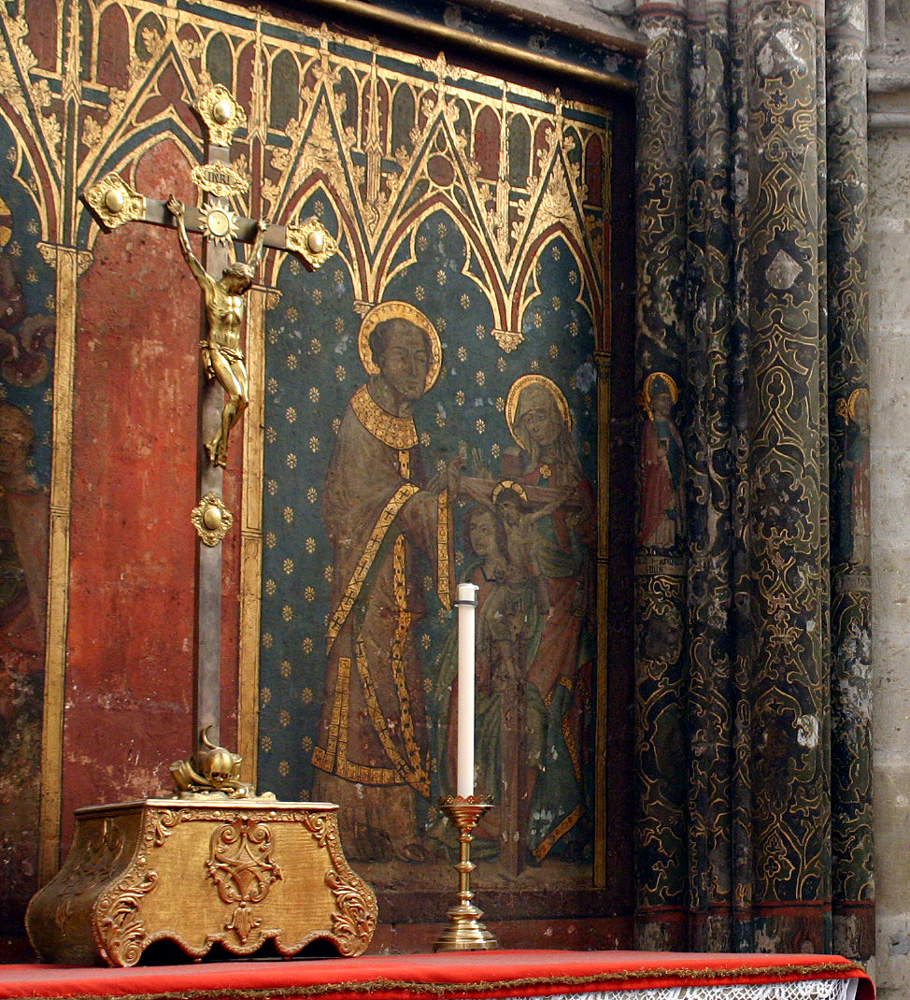
Altarbild aus dem 11. Jahrhundert in der Stephanuskapelle. Rechts die Wunderdarstellung Erzbischof Geros; links der alte Standort des Kreuzes, oben mit einem Rahmen übermalt.

Kunstgeschichtlich war der Zusammenhang zwischen den Gero-Legenden und dem Kreuz im 19. Jahrhundert nicht mehr präsent; so übermalte etwa der Restaurator Wilhelm Batzem das Altargemälde in der Stephanuskapelle (s. Foto) dergestalt mit einem Mittelbogen, dass nicht mehr deutlich wurde, dass das Kreuz einst in der Mitte des Bildes vor der leeren roten Fläche gestanden hatte.
Erst 1924 und 1930 zog Richard Hamann Stilvergleiche mit verschiedenen ottonischen Plastiken, darunter die genau datierte Bernwardstür des Hildesheimer Doms von 1015, und brachte in zwei Arbeiten die Thietmar-Beschreibung erneut mit dem Kölner Kreuz in Zusammenhang. Hamanns Frühdatierung ins 10. Jahrhundert war ein Durchbruch für die Kunstgeschichte, die das Gerokreuz bis dahin dem 12. Jahrhundert zugeordnet hatte (u. a. bei Beenken).
Die hellblaue Hintergrundfläche des Altars stammt erst aus dem Jahr 1976; Paul Clemen beschrieb sie 1937 noch als rot.

### Dendrochronologische Datierung 1976
Im Jahr 1976 wurde das Kreuz wegen der Restaurierung des barocken Altars abgenommen; der Korpus wurde für eine umfassende Untersuchung und Konservierung vom Kreuz gelöst und konnte so auch erstmals von der Rückseite detailliert beschrieben werden. Entgegen anfänglichen Bedenken des Landeskonservators und anderer Fachleute, die eine Beschädigung des Kunstwerkes befürchteten, wurde bei dieser Gelegenheit nicht nur am Kreuz, sondern auch am Korpus eine dendrochronologische Untersuchung durchgeführt, die die Frühdatierung ans Ende des 10. Jahrhunderts im Wesentlichen bestätigt.
Der Dendrochronologe Ernst Hollstein (1918–1988) vom Rheinischen Landesmuseum Trier führte eine Untersuchung von Kreuz und Korpus durch, um eine genauere Datierung zu erzielen. Zu diesem Zweck konnte er an der oberen Kante des Kreuzes 209 aufeinanderfolgende Jahresringe sehr genau messen und beim Korpus anhand von Jahresringzählungen an verschiedenen Stellen Messungen und verwertbare Schätzungen vornehmen. Außerdem konnte er in einer Regionaldiagnose die Wuchsregion der verwendeten Eichen auf das Gebiet der Erzdiözese Köln eingrenzen – mit hoher Wahrscheinlichkeit stammt das Holz aus der nördlichen Eifel, nicht ganz auszuschließen sei allerdings auch eine Herkunft aus der Gegend um Wiedenbrück.

#### Untersuchung des Kreuzes
Die Untersuchung des Kreuzes ergab, dass die Eiche bei ihrer Fällung etwa 250 Jahre alt war. Der Ausgangspunkt für die Datierung war die gesicherte Tatsache, dass das Kreuz spätestens 1683 existierte und die Annahme, dass es frühestens um 800 entstand. Eine signifikante Übereinstimmung der 209 Jahresringe mit der Westdeutschen Eichenchronologie wurde für die Jahre von 757 bis 965 gemessen. Hollstein ging nun aufgrund seiner Erfahrung davon aus, dass beim Anfertigen des Kreuzes nicht wesentlich mehr als das unbrauchbare Splintholz vom Eichenstamm entfernt wurde; die Fällung des Baums falle deshalb mit Sicherheit in die Zeit von 971 bis 1012. Dies war insofern ein signifikantes Ergebnis, als Kunsthistoriker das Kreuz bis dahin in eine deutlich spätere Periode datiert hatten, wobei zwischen Fälldatum und Fertigung des Kreuzes durchaus eine längere Zeit vergangen sein kann.

#### Untersuchung des Korpus
Die Untersuchung der Skulptur gestaltete sich komplizierter, da man aus restauratorischen Gründen weder Proben entnehmen noch eine so hohe Anzahl zusammenhängender Jahresringe messen konnte wie beim Kreuz. Genaue Werte ergaben sich nur für die Jahresringe zwischen 647 und 779, weitere Jahresringsequenzen wurden nach Fotos vermessen und abgeschätzt. Die Wachstumsphase der Eiche begann folglich um 570; der Baum wurde etwa 400 Jahre alt. Hollstein schätzte die am weitesten außen liegende Stelle des geschnitzten Korpus am Stirnscheitel aufgrund dieser Erkenntnisse auf das Jahr 940. Auch hier ging er mit hoher Wahrscheinlichkeit und aus Erfahrung davon aus, dass zur Herstellung nur die etwa 25 Jahre umfassenden äußeren Splintholzjahrringe entfernt wurden und nicht wesentlich mehr an hochwertigem Kernholz verschwendet wurde; daraus ergibt sich eine Fällungszeit um das Jahr 965. Aufgrund der genannten Einschränkungen bei der Untersuchung schätzt Hollstein die Datierung der Skulptur zwar weniger gesichert als beim Kreuz ein, sieht sie aus  wissenschaftlicher Sicht jedoch als „wahrscheinlich“ an.

### Kunsthistorische Einschätzung und Diskussion der Untersuchung
Das kunsthistorische Resümee von Rolf Lauer im Anschluss an die dendrochronologische Untersuchung greift die wissenschaftlichen Ergebnisse auf und sieht sie als erneute Bestätigung der Frühdatierung des Gerokreuzes. Dieser Auffassung folgten die meisten Autoren bis in die Gegenwart. Demgegenüber steht die Arbeit des Kölner Kunsthistorikers Günther Binding von 1982, der erhebliche Zweifel an den Schlussfolgerungen der Untersuchung erhebt und für eine Datierung ins letzte Jahrzehnt des 10. Jahrhunderts plädiert. Binding konstatiert, dass es im alten Dom zwei verschiedene Kreuze gegeben habe, und heute nicht mehr geklärt werden könne, von welchem in den historischen Quellen jeweils die Rede sei. Gegen eine Identität mit dem ursprünglichen, von Gero gestifteten Kreuz spreche auch gerade das fehlende Reliquienrepositorium. Kunsthistorisch gebe es zur ersten Jahrtausendwende eine stilistisch geschlossene Gruppe von Kunstwerken, darunter das Lotharkreuz und der Gereon-Sakramentar, in die sich das Gerokreuz nahtlos einordne. Es sei darüber hinaus keinesfalls als sicher anzunehmen, dass nur das Splintholz vom Baumstamm entfernt worden sei, um die Skulptur anzufertigen. Binding datiert aus diesen weiteren Argumenten das „sogenannte Gero-Kruzifix“ in die Amtszeit des Erzbischofs Everger, der auch die ottonische Kölner Malerschule begründet und einige weitere bedeutsame Kunstwerke in Auftrag gegeben habe.
Die meisten jüngeren Arbeiten zum Gerokreuz und seinem Umfeld schließen sich Bindings Interpretation nicht an oder widersprechen ihr explizit als „nicht überzeugend“. Die Autoren eines Aufsatzes von 2008, der sich mit Untersuchungen an einer Reihe von Bildwerken im Osten Deutschlands befasst, kritisieren die Schlussfolgerungen Holsteins aus dendrochronologischer Sicht hingegen als ungenau. Sie schließen die Frühdatierung zwar nicht aus, stimmen der methodischen Kritik Bindings jedoch zu und empfehlen weitere Untersuchungen mit modernen Mitteln, etwa eine Computertomographie oder andere zerstörungsfreie Methoden.

## Kunstgeschichtliche und ikonographische Einordnung

### Einflüsse
Nach der vergleichsweise spät erfolgten kunstgeschichtlichen Datierung des Gerokreuzes in die zweite Hälfte des 10. Jahrhunderts ist immer wieder die Frage gestellt worden, unter welchen Einflüssen dieses Werk der ottonischen Kunst entstanden ist. Eine Herleitung von Typ und Stil zu zeitgenössischen einheimischen Traditionen galt mangels erhaltener Objekte als nicht möglich. Sakrale Monumentalskulpturen, vor allem Heiligenfiguren, aus der vorottonischen Zeit werden zwar in historischen Quellen beschrieben, die meisten von ihnen blieben jedoch nicht erhalten; eine Ausnahme bildet die Goldene Madonna von Essen. Zu typologischen und stilistischen Vergleichen wurden deshalb meistens kleinere Skulpturen, beispielsweise karolingische Elfenbeinschnitzereien, herangezogen.
Einen Schwerpunkt in der kunstgeschichtlichen Rezeption bildet die genaue anatomische Darstellung der Christusfigur: Die Arme sind angespannt, das Gewicht des hängenden Körpers zieht sie nach unten und die Sehnen und Muskeln treten hervor. Beckenknochen zeichnen sich ab, die Brust ist eingedrückt und der Rippenkorb tritt hervor. Die Füße sind getrennt auf dem Suppedaneum festgenagelt. Durch den entstehenden Gegendruck von unten sackt der Oberkörper nach links, ebenso die Beine, an den Knien eingeknickt. Diese spannungsreiche kontrapostische Haltung (Haedeke) mit Stand- und Spielbein findet im Hüftbereich die größte seitliche Ausbiegung (Ponderation). Die Skulptur stellt Christus im Augenblick seines Todes mit „starken Effekten“ dar.
Vergleicht man diese Körperhaltung mit den vorhandenen karolingischen Kleinplastiken, so sind die beschriebenen Typelemente kaum nachzuweisen und nur angedeutet wiederzufinden. Vorottonische Kruzifixe stellen Christus als strahlenden Sieger dar – er steht oder „schwebt“ geradezu aufrecht und mit geöffneten Augen am Kreuz. Ein Beispiel hierzu ist etwa das 1006 entstandene Giselakreuz, das sich heute in der Schatzkammer der Münchner Residenz befindet. Durch diesen augenfälligen Unterschied der Körperhaltung der Christusfigur des Gerokreuzes zu bisherigen westlichen Kruzifixen wurde lange – zuerst von Albert Boeckler – ein starker byzantinischer Einfluss angenommen.
Beispiele für ähnliche, byzantinisch geprägte Werke waren etwa das Sakramentar aus St. Gereon (jetzt in der Französischen Nationalbibliothek Paris) oder das Aachener Lotharkreuz; diese stammen jedoch aus späterer Zeit.
Die stilistischen Unterschiede zwischen dem Gerokreuz und den wenigen erhaltenen byzantinischen Christusdarstellungen werden dennoch als zu deutlich beschrieben, um Byzanz als festes und einziges Vorbild anzunehmen. Im Detail sind Übereinstimmungen zu finden, so etwa in der asymmetrischen Anordnung des Lendenschurzes, die man auch bei einer byzantinischen Elfenbeinplastik aus dem 8. Jahrhundert findet (Metropolitan Museum New York). Ist jedoch beim Gerokreuz vor allem der schmerzverzerrte, leidende Mensch im Mittelpunkt, findet man bei byzantinischen Skulpturen eher einen Christus als stillen, edlen Dulder allen Leidens. In der Form sind diese Figuren außerdem sanfter und fließender und bilden einen ponderierten byzantinischen Typus.
Zusammenfassend werden dem Gerokreuz also verschiedene stilistische und theologische Einflüsse zugeschrieben, bis hin zur völligen Verneinung der byzantinischen Vorbilder (bei Kröger). Haedeke bereits ordnet die ikonographischen Details im Einzelnen fünf verschiedenen Richtungen zu: der malerische Stil und der asymmetrische Lendenschurz sei typisch frühbyzantinisch, die Schärfe und Klarheit der Gewanddarstellung der Strenge der mittelbyzantinischen Romanos-Gruppe geschuldet, während die klassische Körperhaltung antike Vorbilder habe. „Spätantiker Illusionismus“ sei in der ziselierten Gestaltung des Haars zu finden. Aber auch diese Einordnung deutet die wichtigste Eigenart des Gerokreuzes als neu und abendländisch: die harte, asketische Ausdruckskraft, die Spannung und Zerrung der Arme, der körperliche Schmerz sei so auch in Byzanz nicht zu finden. Dort seien Christusfiguren entweder würdevoll repräsentativ oder in ihrem Leiden von „schönheitsvoller Schmerzlichkeit“ geprägt. Bei Haussherr werden außerdem stilistische Parallelen zu Kruzifixbildern in französisch-maasländischen Gebieten (z. B. Reims) aufgezeigt, wie sie noch in karolingischer Zeit vorkamen.

### Andere Kruzifixe der Zeit
Eine echte Kontinuität in der Darstellung des gekreuzigten Christus ist – wie beschrieben – vom 10. bis 12. Jahrhundert nicht auszumachen, was die Datierung einzelner Stücke erschwert. Stil- und Typvergleiche beschränken sich deshalb meist auf Details. Bei der Beschäftigung mit dem Gerokreuz werden Vergleiche mit den erhaltenen Kruzifixen des 11. und 12. Jahrhunderts gezogen, darunter der 2003 restaurierte Georgskruzifixus in Köln oder das Mindener Kreuz. Ein in der Dorfkirche des oberbayerischen Ortes Schaftlach (Gmd. Waakirchen) aufbewahrtes Monumentalkreuz wird um 1020 datiert; das Enghausener Kreuz im bayerischen Landkreis Freising wurde nach einer Restaurierung im Jahr 2006 auf eine Entstehungszeit um 890/900 rückdatiert. Zu erwähnen ist auch das Gerresheimer Kruzifix in der Basilika St. Margareta.

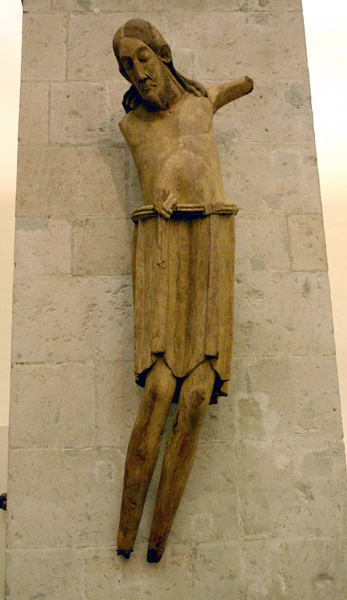
Torso des Georgskruzifixus (um 1067), mit ähnlich schwellender Körperform und Leidenszügen. Köln, Museum Schnütgen (Inv.-Nr. A 9)
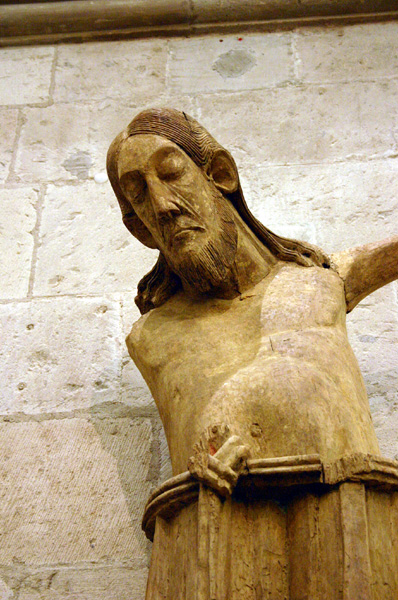
Die Augen des Gekreuzigten sind geschlossen.  Georgskruzifixus, Köln, Museum Schnütgen (Inv.-Nr. A 9)
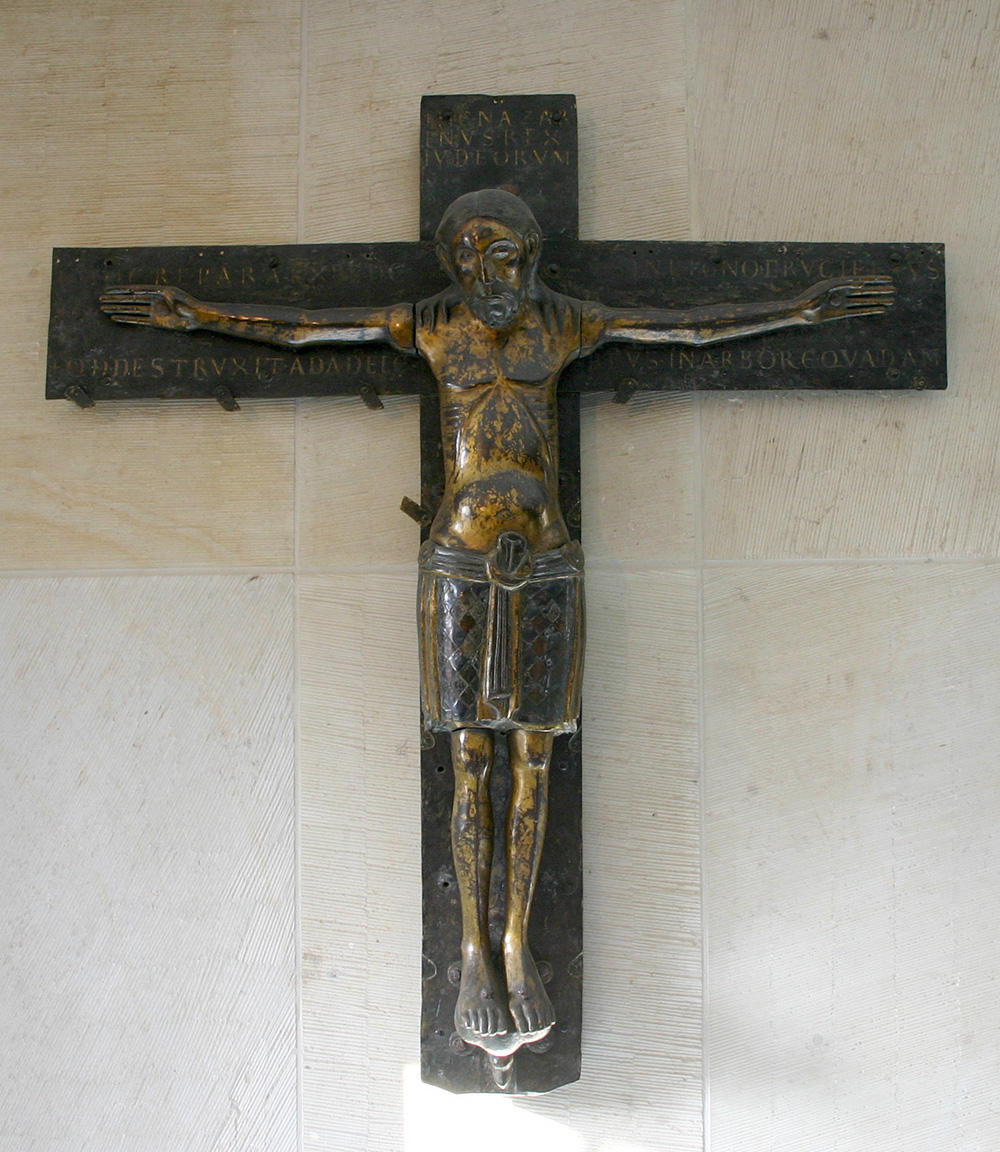
Das Mindener Bronzekreuz (1070/1120): Christus ist zwar mit geöffneten Augen, eher stehend als hängend, ohne Seitenwunde, dennoch mit leichten Anzeichen des Leidens, eingesunkener Brust und heruntergezogenen Mundwinkeln dargestellt.
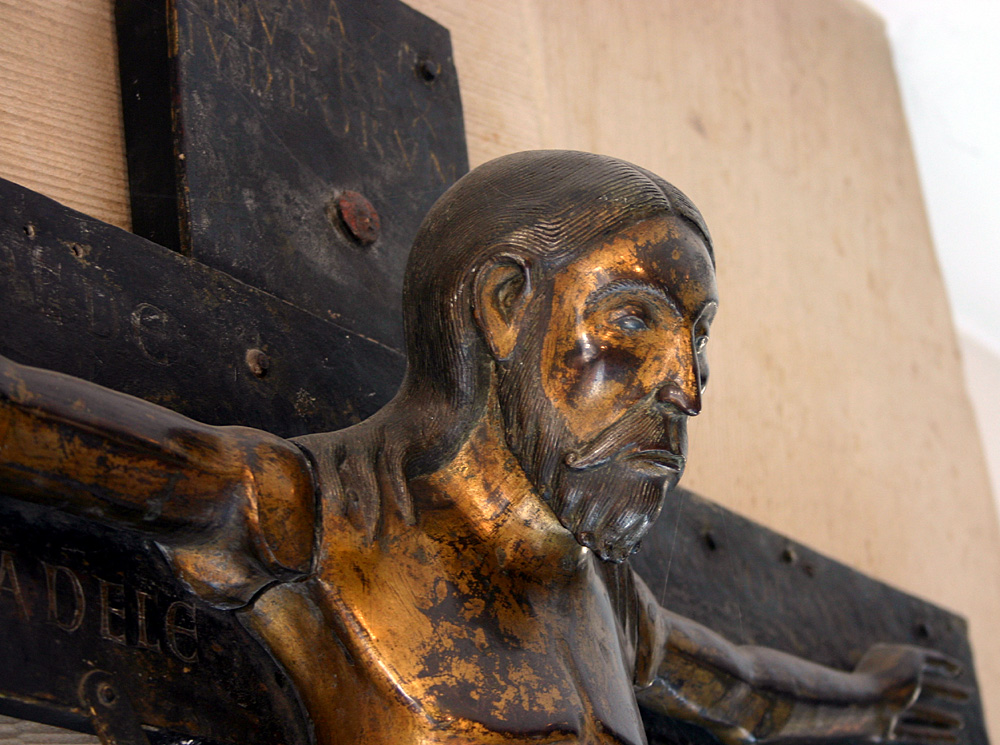
Der mögliche Schöpfer des Mindener Kreuzes, Rogerus von Helmarshausen, dürfte das Gerokreuz von seiner Tätigkeit in Köln her gekannt haben.
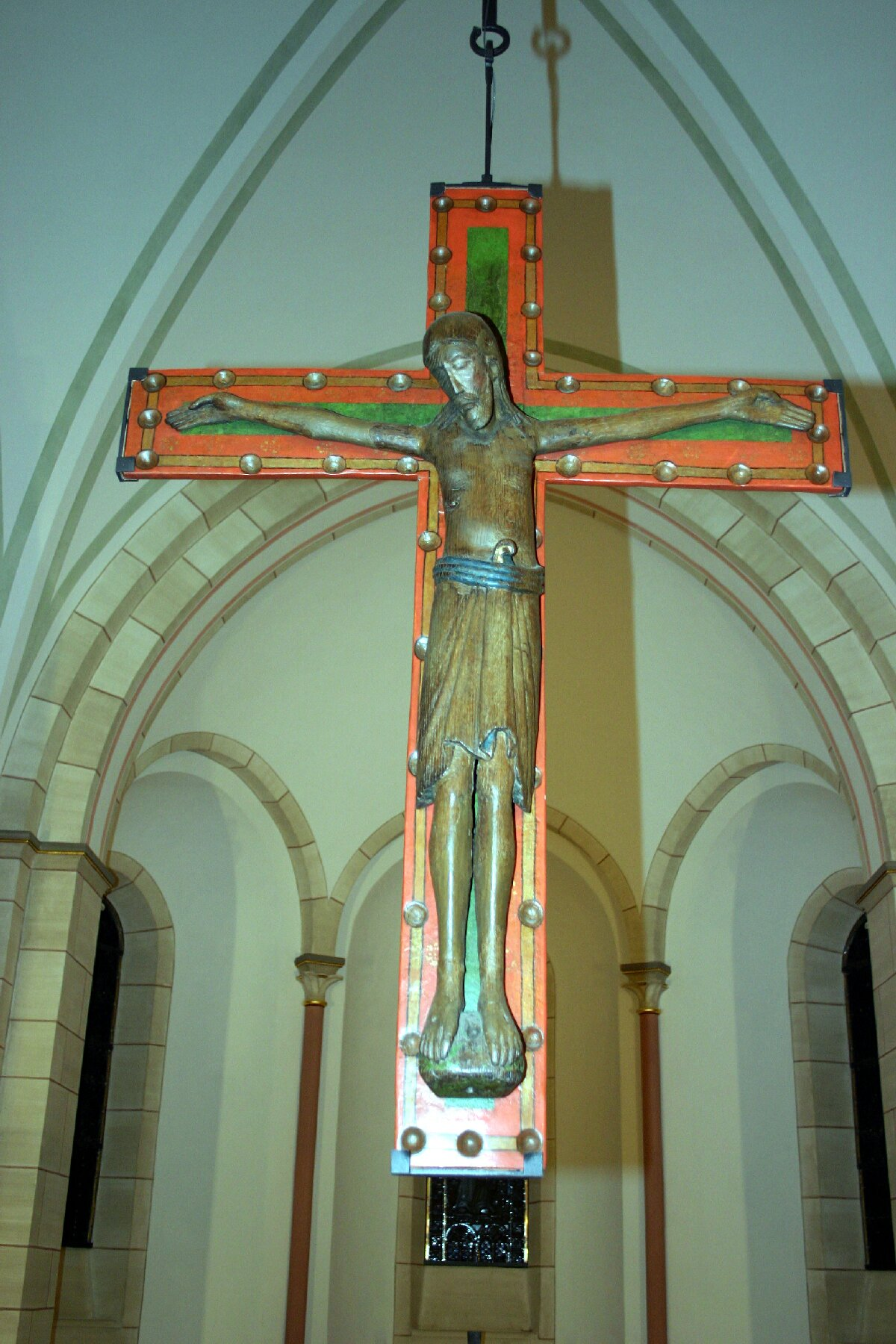
Mirakelkreuz Elspe, Korpus Fälldatum um/nach 989, Kreuz Fälldatum um/nach 1175.

### Alternative Entstehungstheorien
In einer Arbeit von 1989 stellte Wilhelm Jordan die These auf, das Gerokreuz sei nach dem Turiner Grabtuch bzw. einer Pergamentkopie davon gestaltet worden. Er geht davon aus, dass es sich bei dem 944 nachweislich von Edessa nach Konstantinopel überführten Tuch um das Turiner Grablinnen handelte und dass Erzbischof Gero es deshalb während seines Aufenthaltes in Konstantinopel sehen konnte. Die Radiokarbon-Analyse von 1988, die das Turiner Grabtuch erst in das 14. Jahrhundert datiert, zweifelte Jordan als fragwürdig an.
Jordan konstatierte, dass Gero eine Kopie des Grabtuches auf Pergament nach Köln mitgebracht und hier einen Künstler mit der Anfertigung der Skulptur nach dieser Vorlage beauftragt habe. Die Textstelle aus der Thietmar-Chronik ex ligno studiose fabricari precepit. – „[Das Kreuz] ließ er [Gero] kunstfertig herstellen.“ übersetzt er alternativ mit „ließ er mit Sorgfalt herstellen“, also genau nach dem (Vor-)Bild des Tuches. Eine Reihe von Ähnlichkeiten des Tuches mit der Christusskulptur des Gerokreuzes seien nicht als zufällig anzusehen, so etwa die fast genau übereinstimmende Größe, die Ähnlichkeit des Gesichts, eine „Asymmetrie in Bezug auf die stärker oder geschwollen erscheinende linke Wange“ und eine Anomalie beim rechten Ohr.
Die Rezeption dieser Theorie ist unter Theologen und Kunstwissenschaftlern eher gering. Ein Einfluss des Bildes auf dem Turiner Grabtuch auf spätere Christusdarstellungen ist wohl nicht auszuschließen, allerdings ist nicht wissenschaftlich nachzuweisen, dass die Entstehung des Gerokreuzes direkt mit dem Tuch in Konstantinopel in Zusammenhang steht.

## Theologische Aspekte
Neben den geschilderten ikonographischen Details spielt in der Interpretation besonders die Tatsache eine Rolle, dass beim Gerokreuz der tote Christus gezeigt wird. Das Hängen – nicht Stehen – am Kreuz, die geschlossenen Augen und der im Johannesevangelium (19,34) erwähnte Todesnachweis durch den Lanzenstich in die rechte Körperseite sind bezeichnend hierfür.
Altchristliche, frühbyzantinische Darstellungen stellten zwar die Seitenwunde dar, jedoch an einem Gekreuzigten mit weit geöffneten Augen, am Kreuz „stehend oder schwebend“ (Haussherr). Im Abendland hingegen herrschte der Typ des lebenden Triumphators am Kreuz vor. Die Ursachen für eine so deutliche Weiterentwicklung der Ikonographie können nicht unabhängig von theologischen Dogmen und Glaubensentwicklungen betrachtet werden.
Da nun im frühen Mittelalter keine umwälzenden Dogmenveränderungen bekannt sind (wie etwa die Christologie), geht man in der theologischen Interpretation eher von einer Veränderung des abendländischen Christusbildes innerhalb der gegebenen Dogmen aus. Die Entstehungszeit des Gerokreuzes lag genau zwischen der Patristik und dem Beginn der Scholastik. Für das ganze Abendland dürfen allerdings Einflüsse der Cluny-Bewegung angenommen werden, die den Gekreuzigten ins Zentrum des religiösen Denkens stellte (Kröger).
Verwirft man nicht gänzlich den möglichen byzantinischen Einfluss auf das Gerokreuz, so könnte auch der Bilderstreit der Ostkirche im 7. und 8. Jahrhundert eine Rolle bei der veränderten Christusdarstellung gespielt haben. Gerade das Menschsein Christi, das Sterblichkeit und Tod einschließt, galt den Ikonodulen – den Bilder-Verteidigern – als Argument für eine bildliche Darstellung des Erlösers.
Haussherr führt als Beispiel für die Kreuzesfrömmigkeit der betrachteten Zeit eine Gebetssammlung von Petrus Damiani an, in der einerseits die Passion Christi als Sieg über „Sünde, Tod und Teufel“ gefeiert wird, andererseits aber auch schon der Opfercharakter des Kreuzestodes, Demut und Verwundbarkeit des Gekreuzigten herausgearbeitet wurde. Die theologischen Anschauungen über den Charakter des Kreuzestodes variieren in dem betrachteten Zeitraum also ebenso wie die künstlerische Kreuzesdarstellung in dieser Zeit. Bis ins 12. Jahrhundert hinein existierten viele Anschauungen parallel zueinander.
Weitere Belege für den Glaubenshintergrund der mittelalterlichen Kreuzigungsdarstellungen finden sich bei Jonas von Orléans und Bernhard von Angers, die beide ebenfalls das Opfer betonen, den wichtigsten Aspekt der katholischen Eucharistiefeier: Im Messopfer wird das Kreuzesopfer für die Vergebung der Sünden vergegenwärtigt.
Für den karolingischen Einflussbereich des 8. und 9. Jahrhunderts dokumentieren die Libri Carolini den vorherrschenden Kreuzesglauben; hier ist die Rede vom „Banner, Zeichen unseres Siegers“ – betont wird also noch das Gottsein Christi. Allerdings kristallisieren sich schon zu Beginn des 9. Jahrhunderts Sakrament, Messe und die Eucharistie als religiöse Mittelpunkte stärker heraus. Aus dieser Bedeutungsverschiebung lassen sich auch die Veränderung in der bildlichen Darstellung von Kruzifixen deuten: Blut aus der Seitenwunde korrespondiert mit dem Blut des Messopfers; Leiden und Tod des menschgewordenen Gottes, „die Heilstat schlechthin“ werden veranschaulicht und begreiflich gemacht.
Diese theologische Bildaussage des Gerokreuzes wird in späteren wichtigen Arbeiten, etwa von Bernhard von Clairvaux oder Anselm von Canterbury, weiter herausgearbeitet – Bernhard stellt den Menschen Jesus in den Mittelpunkt des Glaubens, Anselm betont vor allem die Erlösung der Menschheit durch den Kreuzestod des „Gottmenschen“.